# Bhagirathimyces
Bhagirathimyces is een monotypisch geslacht van schimmels uit de familie der Phaeosphaeriaceae (ascomyceten). Het bevat alleen Bhagirathimyces himalayensis.